# Kurt Dossin
Kurt Dossin   (Leipzig, 28 de març de 1913 - Bad Kreuznach, 26 d'abril de 2004) fou un jugador d'handbol alemany que va competir durant la dècada de 1930.
El 1936 va prendre part en els Jocs Olímpics de Berlín, on guanyà la medalla d'or en la competició d'handbol.